# Присяжная
«Присяжная» (англ. The Juror) — кинофильм, триллер 1996 года, в главных ролях — Деми Мур и Алек Болдуин. Экранизация произведения Джорджа Доуса Грина.

## Сюжет
Красивая молодая мать, скульптор Энни (Мур) решает выступить присяжной по делу об убийстве маленького мальчика членом семьи мафии. Мафия посылает на обработку присяжных незаурядного красавчика-психопата (Болдуин) по кличке «Учитель». Из всех присяжных он выбирает Энни…

## В ролях
- Алек Болдуин
- Майкл Константин
- Джозеф Гордон-Левитт
- Деми Мур
- Энн Хеч
- Джеймс Гандольфини
- Мэтт Крэйвен
- Линдсей Краус
- Майкл Рисполи[англ.]
- Тони Ло Бьянко[англ.]
- Фрэнк Адонис[англ.]
- Джеймс Майкл МакКоли

## Награды
- «Золотая малина» в категории «Худшая женская роль» (Деми Мур)